# Lebiedzie (województwo podkarpackie)
Lebiedzie – osada w Polsce położona w województwie podkarpackim, w powiecie lubaczowskim, w gminie Stary Dzików.
W latach 1975–1998 miejscowość administracyjnie należała do województwa przemyskiego.